# 南部利正
南部 利正（なんぶ としまさ）は、江戸時代中期の大名。陸奥国盛岡藩の第9代藩主。官位は従五位下・修理大夫、大膳大夫。

## 経歴
第7代藩主・南部利視の6男として誕生。宝暦2年（1752年）3月9日生まれともされる。
始め分家である家格旗本寄合席の南部信起（彦九郎、6代藩主・南部利幹の子）の婿養子となる。明和7年（1770年）4月4日、10代将軍・徳川家治に御目見する。安永2年（1773年）8月22日、旗本家の家督を相続する。安永3年（1774年）12月16日、本家である盛岡藩主・南部利雄の養子となる。それに伴い旗本南部家（3000石）は廃家となる。利雄との養子縁組は、利雄の実子・利謹の廃嫡に伴うものであった。
同年12月22日、将軍・徳川家治に御目見する。同年12月28日、従五位下・修理大夫に叙任する。後に大膳大夫に改める。安永9年（1780年）2月7日、利雄の死去により家督を相続する。天明元年（1781年）4月22日、在国の許可を得る。
天明4年（1784年）5月5日、死去、享年34。家督は2歳の慶次郎（後の利敬）が相続した。

## 系譜
子女は2男4女
- 父：南部利視（1708-1752）
- 母：瀬山氏
- 養父：南部信起（1725-1778）
- 養父：南部利雄（1725-1780）
- 正室：与利子 - 依姫、観光院。南部信起の娘
  - 女子：豊子（1771-1836） - 親子、親姫、親光院。井伊直中正室
  - 長男：彦次郎（1774-1775）
  - 女子：幸子（1776-1803）- 松平輝延継室
- 側室：於懇の方、凉雲院 - 田中貞懿伯母
  - 女子：長子（1777-1781） - 富姫。松平直之婚約者
  - 二男：南部利敬（1782-1820）
  - 女子：年子（1784-1825）- 南部信丞室